# Christiane Woopen

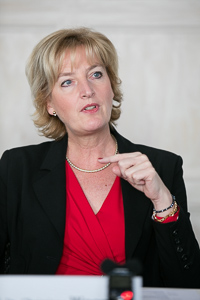
Christiane Woopen (2015)

Christiane Woopen (* 12. Dezember 1962 in Köln) ist eine deutsche Medizinethikerin.
Seit 2021 bekleidet sie die Heinrich-Hertz-Professur im Bereich Life Ethics an der Universität Bonn. Von 2009 bis 2021 hatte sie die Professur für Ethik und Theorie der Medizin an der Universität zu Köln inne und war zwischen 2013 und 2021 geschäftsführende Direktorin des interfakultären Zentrums ceres, das vom Rektorat und fünf der sechs Fakultäten der Universität zu Köln getragen wird. Sie stand ferner bis 2022 der Forschungsstelle Ethik der medizinischen Fakultät vor und war zwischen 2011 und 2019 deren Prodekanin für Akademische Entwicklung und Gender. Von 2001 bis 2008 war sie Mitglied des Nationalen Ethikrates als Vorläuferorganisation des Deutschen Ethikrates. Dessen Mitglied war sie von 2008 bis 2016, zunächst als stellvertretende Vorsitzende von 2008 bis 2012, anschließend als dessen Vorsitzende. Überdies war sie von 2014 bis 2016 President of the Global Summit of National Ethics / Bioethics Committees und ist seit 2017 Vorsitzende des die Europäische Kommission beratenden Europäischen Ethikrates (European Group on Ethics in Science and New Technologies).
Als Mitglied des „Expertenrat Corona der Landesregierung Nordrhein-Westfalen“ (zu dem auch Michael Hüther und Hendrik Streeck zählten) unterzeichnete sie eine Erklärung, die vor „Lockdown-Fanatikern“ warnte.

## Leben
Christiane Woopen studierte von 1982 bis 1988 Medizin an der Universität zu Köln. Von 1983 bis 1988 erhielt sie dabei ein Stipendium der Bischöflichen Studienförderung Cusanuswerk e. V. Von 1990 bis 1995 schloss sie ein Studium der Philosophie in Bonn und in Hagen an. Sie promovierte 1993 zum Dr. med. an der Rheinischen Friedrich-Wilhelms-Universität Bonn. Von 1989 arbeitete Christiane Woopen 18 Monate als Ärztin im Praktikum und bis 1991 als Assistenzärztin in der Gynäkologischen Abteilung des Evangelischen Krankenhauses Weyertal in Köln. Von 1991 bis 1994 war sie freie Mitarbeiterin des Cusanuswerkes.
1992 arbeitete Christiane Woopen am Projekt Genetische Abweichung und die normativen Begriffe Krankheit und Behinderung im Rahmen des EG-Programms Analyse des menschlichen Genoms mit. Von 1993 bis 1997 erarbeitete sie eine Studie zum naturwissenschaftlich-medizinischen Sachstand im Bereich der Humangenetik im Rahmen eines über Universitäten gemeinsamen DFG/BMBF-Projektes Die Natürlichkeit der Natur und die Zumutbarkeit von Risiken. Im Jahre 1994 wurde sie wissenschaftliche Mitarbeiterin am Bonner Institut für Wissenschaft und Ethik in der Abteilung für biomedizinische Ethik von Ludger Honnefelder. Ab 1998 arbeitete sie als wissenschaftliche Mitarbeiterin am Institut für Geschichte und Ethik der Medizin der Universität zu Köln bei Klaus Bergdolt, an der sie einen Lehrauftrag für Medizinethik in den Studiengängen Humanmedizin und Gesundheitsökonomie erhielt. Von 1998 bis 2002 führte Woopen eine DFG-geförderte Studie zum Thema Selektion aufgrund genetischer Diagnostik? Medizinische, ethische und juristische Aspekte der Präfertilisations- und Präimplantationsdiagnostik durch.
Im Jahr 2005 folgte ihre Habilitation an der Universität zu Köln, an der sie zwischen 2009 und 2021 eine Professur für Ethik und Theorie der Medizin an der Medizinischen Fakultät bekleidete. Sie war dort außerdem bis 2021 Direktorin des Cologne Center für Ethics, Rights, Economics and Social Sciences of Health. 2007 wurde sie Mitglied im Kuratorium der Bundesstiftung Mutter und Kind des Bundesministeriums für Familien, Senioren, Frauen und Jugend. Von 2009 bis 2017 gehörte Woopen dem Wissenschaftlichen Beirat des Instituts für Qualität und Wirtschaftlichkeit im Gesundheitswesen (IQWiG) an. Von 2010 bis 2017 gehörte sie dem International Bioethics Committee (IBC) der UNESCO an. Verschiedene Periodika haben biografische Porträts von ihr veröffentlicht.
2019 erhielt Christiane Woopen für ihr gesellschaftliches Engagement das Verdienstkreuz 1. Klasse des Verdienstordens der Bundesrepublik Deutschland und wurde in die Academia Europaea gewählt. 2022 erhielt sie den Wilhelm-Weber-Preis für Verdienste um die Christliche Gesellschaftslehre.
Seit 2021 hat Woopen die Heinrich-Hertz-Professur im Bereich Life Ethics an der Universität Bonn inne, wo sie zudem Direktorin des Center for Life Ethics ist.
Im März 2023 wurde sie von den Bundesministern Karl Lauterbach, Marco Buschmann und der Bundesministerin Lisa Paus in die Kommission zur reproduktiven Selbstbestimmung und Fortpflanzungsmedizin berufen. Dort gehörte sie zur Arbeitsgruppe 1 – Möglichkeiten der Regulierung für den Schwangerschaftsabbruch außerhalb des Strafgesetzbuches. Die Arbeitsgruppe 1 übergab am 15. April 2024 den Bundesministern Karl Lauterbach, Marco Buschmann und Lisa Paus ihren Abschlussbericht.

## Mitgliedschaften
Christiane Woopen war 1997/1998 Mitglied der Arbeitsgruppe des Wissenschaftlichen Beirats der Bundesärztekammer Erklärung zum Schwangerschaftsabbruch nach Pränataldiagnostik und von 1998 bis 2001 Mitglied der Arbeitsgruppe Präimplantationsdiagnostik. 1998/1999 war sie Mitglied der Experten-Kommission Skabies an der Diakonie Michaelshoven in Köln und 1998/1999 Mitglied der Arbeitsgruppe Abtreibungen bei zu erwartender Krankheit oder Behinderung des Kindes im Rahmen der medizinischen Indikation des Zentralkomitees der deutschen Katholiken. Von 1999 bis 2001 war sie außerdem Mitglied des wissenschaftlichen Beirates zum Modellvorhaben Entwicklung von Beratungskriterien für die Beratung Schwangerer bei zu erwartender Behinderung des Kindes am Bundesministerium für Familie, Senioren, Frauen und Jugend. Seit 1999 ist sie Mitglied des Ausschusses Ethische und medizinisch-juristische Grundsatzfragen der Bundesärztekammer, von 2000 bis 2007 Mitglied des Bundesvorstands von donum vitae. und von 2000 bis 2005 Mitglied des Landesvorstands von Frauen beraten/Donum vitae e. V. NRW. Ihre Berufung zum Mitglied des Nationalen Ethikrates durch Beschluss des Bundeskabinetts erfolgte 2001; Von 2012 bis Ende 2016 war sie die Vorsitzende des Nachfolgegremiums Deutscher Ethikrat. Von 2002 bis 2006 war Christiane Woopen auch Mitglied der Arbeitsgruppe Richtlinien zur Assistierten Reproduktion des Wissenschaftlichen Beirats der Bundesärztekammer und seit 2002 Mitglied der ethisch-rechtlich-sozialwissenschaftlichen Steering group des Kompetenznetzwerkes Stammzellforschung NRW des Ministeriums für Sport, Wissenschaft und Forschung. Im Frühjahr 2015 wurde sie in die Europäische Akademie der Wissenschaften und Künste in Salzburg aufgenommen. Seit Juli 2018 ist Woopen Mitglied der Datenethikkommission der deutschen Bundesregierung. 2021 wurde sie in die Nordrhein-Westfälische Akademie der Wissenschaften und der Künste und in die Berlin-Brandenburgische Akademie der Wissenschaften gewählt.

## Publikationen (Auswahl)
- Zum Anspruch der medizinisch-sozialen Indikation zum Schwangerschaftsabbruch. Leben, körperliche Unversehrtheit und Selbstbestimmung als konfligierende Rechte. In: Gynäkologe. Band 32, 1999, S. 974–977.
- Präimplantationsdiagnostik und selektiver Schwangerschaftsabbruch. Zur Analogie von Embryonenselektion in vitro und Schwangerschaftsabbruch nach Pränataldiagnostik im Rahmen der medizinischen Indikation des § 218a Abs. 2 StGB aus ethischer Perspektive. In: Zeitschrift für Medizinische Ethik. Band 45, 1999, S. 233–244.
- Das genetische Orakel – oder was darf der Mensch von seinem Entwurf verwerfen? In: Medizinische Genetik. Band 12, Nr. 3, 2000, S. 359–364.
- Wissen – Auswählen – Verändern: Quo vadis, Reproduktionsmedizin? In: J. W. Dudenhausen, E. Schwinger (Hrsg.): Reproduktionsmedizin: Möglichkeiten und Grenzen. Ein Leitfaden der Stiftung für das behinderte Kind zur Förderung von Vorsorge und Früherkennung. Medizinische Verlagsgesellschaft Umwelt & Medizin, Frankfurt am Main 2000, S. 21–32.
- Indikationsstellung und Qualitätssicherung als Wächter an ethischen Grenzen? Problematik ärztlichen Handelns bei der Präimplantationsdiagnostik. In: Ludger Honnefelder, C. Streffer (Hrsg.): Jahrbuch für Wissenschaft und Ethik. Band 5, de Gruyter, Berlin / New York 2000, S. 117–139.
- Ethische Fragestellungen in der Pränataldiagnostik. In: Praxis der Kinderpsychologie und Kinderpsychiatrie. Band 50, Nr. 9/10, 2001, S. 695–703.
- Medizinisches Handeln als Gegenstand von Ethik, Qualitätsmanagement und Gesundheitsökonomie. In: K. Lauterbach, M. Schrappe (Hrsg.): Gesundheitsökonomie, Qualitätsmanagement und Evidence based Medicine. Schattauer, Stuttgart 2001, S. 10–25.
- Therapeutisches und reproduktives Klonen – Anmerkungen aus ärztlich-ethischer und anthropologischer Sicht. In: Zeitschrift für ärztliche Fortbildung und Qualitätssicherung. Band 96, 2002, S. 455–458.
- Fortpflanzung zwischen Natürlichkeit und Künstlichkeit. Zur ethischen und anthropologischen Bedeutung individueller Anfangsbedingungen. In: Reproduktionsmedizin. Band 18, Nr. 5, 2002, S. 233–240.
- Selektion aufgrund genetischer Diagnostik? Handlungstheoretisch fundierte Güterethik und ihre Anwendung am Beispiel der Präimplantationsdiagnostik. In: L. Honnefelder, C. Streffer (Hrsg.): Jahrbuch für Wissenschaft und Ethik. Band 10, de Gruyter, Berlin / New York 2005, S. 343–353.
- mit A. Rohde: Psychosoziale Beratung im Kontext von Pränataldiagnostik. Evaluation der Modellprojekte in Bonn, Düsseldorf und Essen. Deutscher Ärzteverlag, Köln 2007.
- Solidarische Gesundheitsversorgung – Was schulden wir uns gegenseitig? In: D. Schäfer, A. Frewer, E. Schockenhoff, V. Wetzstein (Hrsg.): Gesundheitskonzepte im Wandel. Geschichte, Ethik und Gesellschaft. Franz Steiner Verlag, Stuttgart 2008, S. 189–199.
- Der Arzt als Heiler und Manager. Zur erforderlichen Integration des scheinbar Unvereinbaren. In: C. Katzenmeier, K. Bergdolt: Das Bild des Arztes im 21. Jahrhundert. Springer, Heidelberg 2009, S. 181–194.
- Ethical Aspects of Neuromodulation. In: Clement Hamani, Elena Moro (Hrsg.): Emerging Horizons in Neuromodulation. Vol 107, Academic Press, International Review Neurobiology, UK 2012, S. 315–332. doi:10.1016/B978-0-12-404706-8.00016-4
- mit L. Timmermann und J. Kuhn: An ethical framework for outcome assessment in psychiatric DBS. In: AJOB Neuroscience. Band 3, Nr. 1, 2012, S. 50–55. doi:10.1080/21507740.2011.635631
- mit A. K. Pauls, A. Koy, E. Moro und L. Timmermann: Early application of deep brain stimulation: Clinical and ethical issues. In: Progress in Neurobiology. Band 110, Nov 2013, S. 74–88. doi:10.1016/j.pneurobio.2013.04.002 Epub 2013 Apr 27.
- Weimarer Reden 2014: Emanzipiert Euch! – Der ungebildete Kranke. Über Herrschaft und Beherrschung der Medizin. (Audio)
- Die Bedeutung von Lebensqualität aus ethischer Perspektive. In: Z Evid Fortbild Qual Gesundh.wesen. Band 108, 2014, S. 140–145. doi:10.1016/j.zefq.2014.03.002
- Gesundheitskompetenz. In: D. Sturma, B. Heinrichs (Hrsg.): Handbuch Bioethik. J.B. Metzler, Stuttgart 2015.